# Christchurch United FC
El Christchurch United FC és un club de futbol de Christchurch (Nova Zelanda). Fou el resultat de la fusió de Christchurch City AFC, Western AFC, Shamrock i Christchurch Technical. Fou conegut com a Trans Tours United de 1976 a 1978 per patrocini.

## Palmarès
- Lliga Nacional de Futbol de Nova Zelanda:[4]
  - 1973, 1975, 1978, 1987, 1988, 1991

- Copa Chatham:[5]
  - 1972, 1974, 1975, 1976, 1989, 1991

- Canterbury League:
  - 1998